# Sinolachnus taiwanus
Sinolachnus taiwanus är en insektsart. Sinolachnus taiwanus ingår i släktet Sinolachnus och familjen långrörsbladlöss. Inga underarter finns listade i Catalogue of Life.